# (9685) Korteweg
(9685) Korteweg (4247 P-L) – planetoida z pasa głównego asteroid okrążająca Słońce w ciągu 3,78 lat w średniej odległości 2,42 j.a. Odkryta 24 września 1960 roku.